# Clark Terry
Clark Terry (Saint Louis (Missouri), 14 december 1920 – Pine Bluff (Arkansas), 21 februari 2015) was een Amerikaanse swing- en bop-trompettist en bugel-pionier in de jazz. Hij speelde onder meer in de bigbands van Duke Ellington en Count Basie, maar had ook zijn eigen bands.

## Het begin
Clark Terry (bijnaam 'Mumbles') begon zijn professionele carrière in het begin van de jaren veertig, toen hij in lokale bands speelde. Tijdens de Tweede Wereldoorlog was hij lid van een Amerikaanse legerband (1942-1945). Na de oorlog speelde hij in de band van Lionel Hampton, bij Charlie Barnet, Eddie "Cleanhead" Vinson, Charlie Ventura en George Hudson.

## Count Basie en Ellington
Van 1948 tot 1951 maakte hij deel uit van het orkest van Count Basie. Het was zijn doorbraak in de jazz, waardoor hij een overstap kon maken naar de band van Duke Ellington, waar hij van 1951 tot 1959 speelde. Aansluitend werkte hij bij Quincy Jones (1960). Clark Terry was nu een wereldster geworden, die met zijn manier van spelen een grote invloed uitoefende op andere musici, waaronder trompettist Miles Davis en Quincy Jones. Hij beheerste verschillende stijlen, van swing tot hard bop en stond bekend om zijn techniek en goede humor.

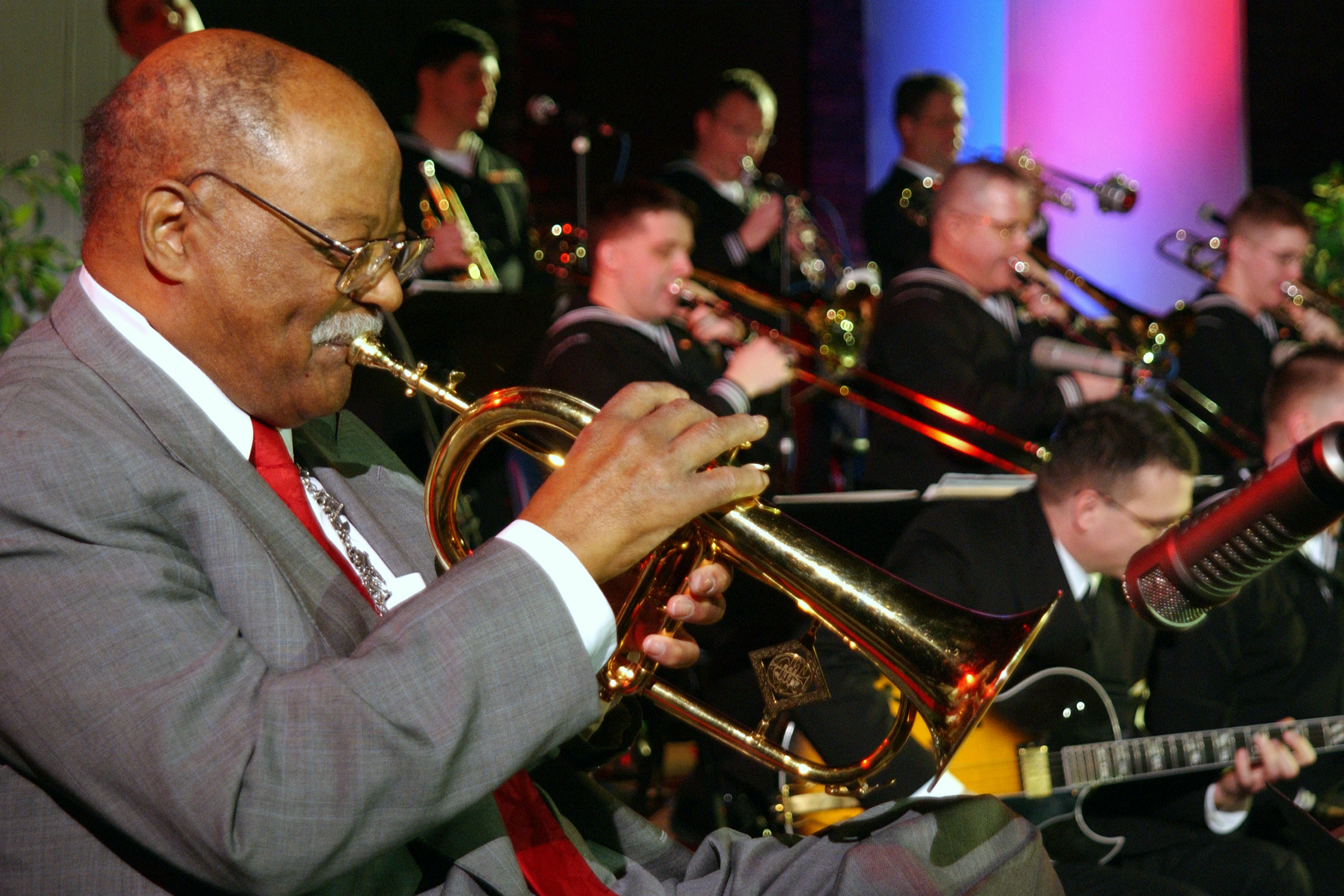
Clark Terry & Great Lakes Navy Band Jazz Ensemble, in 2002

## De jaren zestig en later
Zijn reputatie nam toe na zijn aanstelling bij de Amerikaanse omroep NBC, waar hij in de volgende tien jaar regelmatig optrad in de band van de Tonight Show, geleid door Doc Severinsen. Hij werd hier ook beroemd als scat-zanger en had in deze periode een hit met 'Mumbles'. In dezelfde periode bleef hij jazz spelen, onder meer met trombonist Bob Brookmeyer, met wie hij begin jaren zestig een redelijk populair quintet had.
Na zijn periode bij NBC ging Terry aan de slag als studio-muzikant en gaf hij les tijdens workshops. Daarnaast had hij zijn eigen bands: Clark Terry's Big B-A-D Band, het quintet Clark Terry and his Jolly Giants en de Young Titans of Jazz. Hij trad over de hele wereld op tijdens festivals, speelde in clubs en nam platen op, als leider en als sideman. Hij werkte onder meer met Ella Fitzgerald, Oscar Peterson, Dizzy Gillespie, Dinah Washington, Ben Webster Ray Charles, Dexter Gordon, Thelonious Monk, Zoot Sims, Jon Faddis, Dianne Reeves, Unifour Jazz Ensemble en Skitch Hendersons New York Pops Orchestra. Ook nam hij onder meer op met het Metropole Orkest.
In 2014 maakte Alan Hicks de documentaire Keep On Keepin on, waarin Terry vier jaar wordt gevolgd en de relatie tussen deze oude jazz legende en het 23-jarige blinde pianotalent Justin Kauflin centraal staat. De documentaire werd vertoond op het IDFA in Amsterdam.

## Overlijden
Clark Terry overleed in februari 2015 op 94-jarige leeftijd aan de gevolgen van diabetes. Hij werd begraven op het Woodlawn Cemetery in de Bronx, waar ook Miles Davis en Duke Ellington hun laatste rustplaats hebben.

## Belang voor de jazz
Clark Terry beïnvloedde trompettisten als Miles Davis en was een pionier van de bugel in de jazz. Op dit instrument begon hij zich in de jaren zeventig te concentreren. Hij componeerde meer dan tweehonderd songs en schreef verschillende boeken over trompetspelen. Hij maakte en speelde mee op honderden platen. Hij kreeg driemaal een Grammy Award-nominatie, en won er een. In 2010 kreeg hij een Grammy Lifetime Achievement-award. Al vroeg in zijn carrière spande hij Terry zich in om jongeren die in de jazz verder wilden een duwtje te geven. Hij kocht instrumenten voor ze en gaf les, en zijn activiteiten op dit gebied leidden uiteindelijk tot Jazz Mobile in Harlem. Hij kreeg meerdere (16) eredoctoraten, speelde voor zeven Amerikaanse presidenten en verwierf een plaats in de Kansas City's Jazz Hall of Fame.

## Discografie (selectie)
- Clark Terry, Verve Records, 1954

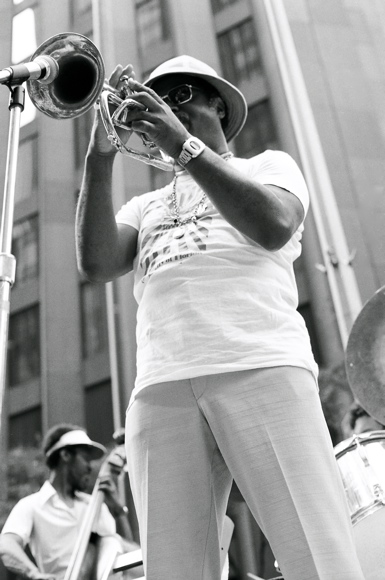
Clark Terry

- Introducing Clark Terry, Emarcy Records, 1955
- Swahili, 1955
- Clark Terry with Quentin Jackson/Martial Solal/Kenny Clarke, 1955
- Serenade to a Bus Seat, 1957
- In Orbit, 1958
- Clark Terry Quartet with Thelonious Monk, 1958
- Top and Bottom Brass, 1959
- Color Changes, Candid Records, 1960
- Everything's Mellow, Prestige, 1961
- Back in Bean's Bag, 1962
- Clark Terry and Bob Brookmeyer, Verve, 1962
- Mellow Moods, Prestige, 1962
- What Makes Sammy Swing, 1963
- The Happy Horns of Clark Terry, 1964
- The Power of Positive Swinging, 1964
- Mumbles, 1966
- Spanish Rice, 1967
- At the Montreux Jazz festival, 1969
- Live at the Wichita Jazz Festival, Enja, 1974
- Oscar Peterson and Clark Terry, 1975
- Clark Terry and His Jolly Giants, 1975
- Clark Terry's Big B.A.D. Band Live  at Buddy's Place, 1976
- The Globetrotter, 1977
- Brahm's Lullabye, Amplitude Records, 1978
- Funk Dumplin's, Music Mecca, 1978
- Live in Chicago, Monad, 1979 (2 vol.)
- Memories of Duke, Pablo Records, 1980
- Yes, the Blues, 1981
- To Duke and Basie, Enja, 1986
- Locksmith Blues, Concord Jazz, 1989
- Live at the Village Gate, Chesky Records, 1990/1991 (2 vol.)
- Jive at Five, Enja, 1990
- Having Fun, Delos, 1990
- What a Wonderful World: For Lou, Red Baron, 1993
- Shades of Blues, Challenge Records, 1994
- Copenhagen 1980, Storyville, 1994
- Remember the Time, Mons, 1994
- Metropole Orchestra, Mons, 1994
- Reunion (met Peewee Claybrook), D'Note Classics, 1995
- Good Things in Life, Mons, 1996
- Daylight Express, 1998
- Uh! Oh!, Nagel-Heyer Records, 2000
- Herr Ober: Live at Birdland Neuburg, Nagel Heyer, 2001
- Live at QE2, Chiaroscuro, 2001
- Jazz Matinee, Hänssler, 2001
- Live in Concert, 2002
- Friendship (met Max Roach), 2002
- Porgy & Bess, A440 Music Group, 2004
- Live at Marihan's, Chiaroscuro, 2005

## Boeken
- Let's Talk Trumpet: From Legit to Jazz
- Interpretation of the Jazz Language
- Clark Terry's System of Circular Breathing for Woodwind and Brass Instruments
- Clark (autobiografie), 2011